# Підгуже Жешовське
Підгуже Жешовське — фізико-географічний мезорегіон у південно-східній Польщі у воєводстві Підкарпатське. Підгуже Жешовське входить до складу макрорегіону Сандомирська долина. За фізико-географічним районуванням Польщі мезорегіон Підгуже Жешовське має номер 512.52.

## Характеристика
Підгуже Жешовське — це крайня, південна частина Сандомирської долини, площею близько 860 км², розташоване між долинами річок Сян та Віслока від Жешува до Перемишля. Підгуже тягнеться дугою довжиною близько 60 км, ширина — до 18 км; його хвиляста смуга пагорбів має середні висоти над рівнем моря від 240 до 280 м. На півдні межує з вищими Диновським та Перемишльським передгір'ями, на півночі — з низинними Підкарпатською Прадолиною та Нижньою Санською долиною.
У районі Підгуже Жешовське розташовані міста: Ланьцут, Пшеворськ і Канчуга, а на його околицях Ярослав і Радимно.

## Клімат
Підгуже Жешовське розташоване в зоні помірного клімату з характеристиками низинного клімату. Клімат характеризується жарким літом та теплою зимою. Середня річна температура дорівнює +9,3ºC, середня температура влітку досягає +20ºC, а взимку — -3ºC. Середня кількість опадів коливається до 900 мм. Найбільша хмарність буває у грудні, а найбільша кількість опадів — влітку. Переважають західні вітри. Сніговий покрив товщиною до 50 см буває у січні-лютому. Вегетаційний період триває близько 220 днів в рік.

## Ґрунти та природні угрупування
Підгуже Жешовське складено з плоских пагорбів міоценових утворень, вкритих четвертинними пісками і глинами, а також лесами. На території сформовані родючі бурі і чорноземні ґрунти. На терасових ділянках зустрічаються лісостепові угрупування. На сонячних схилах зустрічаються формації степової рослинності. Лісистість дуже мала і становить 2 %, фрагменти грабових і дубових лісів можна зустріти в західній частині мезорайону, а ясенево-в'язових байрачних лісів — в районі річки Сан. Домінуючими породами в державних лісах є дуб, який займає 30 %, сосна 20 % і бук 12 %. Середній вік насаджень — 70 років.
Цей регіон переважно сільськогосподарський, більшість площі розорано під рілля.

## Галерея

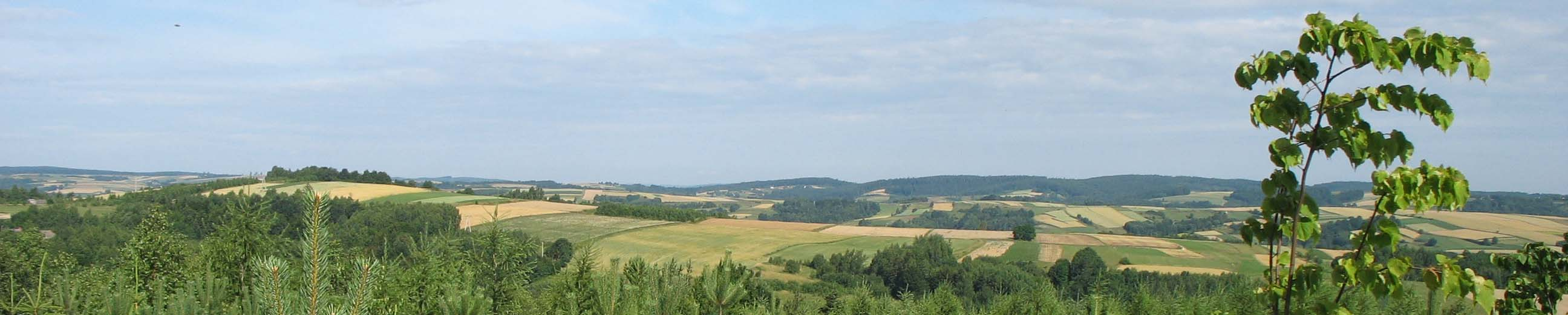
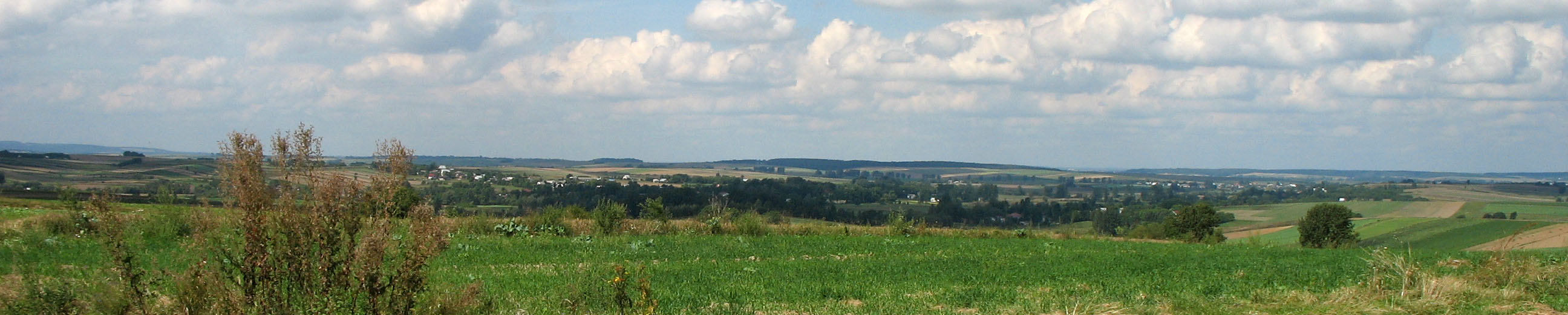